# Њу Вошингтон (Индијана)
Њу Вошингтон (енгл. New Washington) насељено је место без административног статуса у америчкој савезној држави Индијана.

## Демографија
По попису из 2010. године број становника је 566, што је 19 (3,5%) становника више него 2000. године.
| Група             | 2000.       | 2010.       |
| Белци             | 545 (99,6%) | 557 (98,4%) |
| Афроамериканци    | 2 (0,4%)    | 1 (0,2%)    |
| Азијати           | 0 (0,0%)    | 0 (0,0%)    |
| Хиспаноамериканци | 0 (0,0%)    | 5 (0,9%)    |
| Укупно            | 547         | 566         |